# Žalgiris Kaunas (basket-ball)
Pour les articles homonymes, voir Žalgiris Kaunas (handball) et FK Kauno Žalgiris.
Maillots
Le Žalgiris Kaunas est un club de basket-ball lituanien fondé en 1944 et localisé dans la ville de Kaunas.

## Historique
Il connaît sa première heure de gloire durant le milieu des années 1980, lorsque, avec Arvydas Sabonis, il remporte 3 titres de champion d'URSS de suite. Il participe également à 2 finales européennes dont la finale 1986 de la Coupe des clubs champions contre le Cibona Zagreb de Dražen Petrović.
À l'indépendance de la Lituanie en 1990, il devient le club dominant de son pays. En 1998, il remporte son premier trophée européen, puis le titre européen suprême l'année suivante contre le Kinder Bologne.
En 2003, son ancien joueur emblématique Arvydas Sabonis revient au club, dont il devient président.
En mai 2009, Vladimir Romanov devient propriétaire du Žalgiris, via sa banque, Ūkio bankas. En février 2013, il annonce qu'il abandonne l'équipe en laissant une forte dette (7,2 millions d'euros).

## Palmarès
International
- Vainqueur de l'Euroligue : 1999

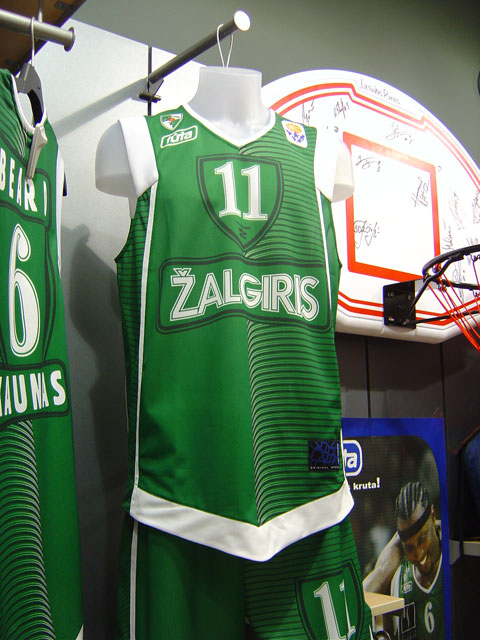
Le maillot du KK Žalgiris en 2012

- Finaliste de la Coupe des clubs champions : 1986
- Final Four de l'Euroligue : 1999, 2018
- Vainqueur de la Eurocoupe : 1998
- Finaliste de la Coupe des coupes : 1985
- Vainqueur de la Coupe intercontinentale 1986

Régional
- Vainqueur de la NEBL : 1999
- Finaliste de la NEBL : 2001
- Vainqueur de la Ligue baltique : 2005, 2008, 2010, 2011, 2012
- Finaliste de la Ligue baltique : 2006, 2007, 2009
- Coupe baltique : 2009

National
- Champion de Lituanie : (34) 1946, 1950, 1952, 1953, 1954, 1955, 1957, 1958, de 1991 à 1999, 2001, 2003, 2004, 2005, 2007, 2008, 2011, 2012, 2013, 2014, 2015, 2016, 2017, 2018, 2019, 2020, 2021, 2025
- Vice champion de la Champion de Lituanie : 2000, 2002, 2006, 2009, 2010
- Vainqueur de la Coupe de Lituanie : (11) 1990, 2007, 2008, 2011, 2012, 2015, 2017, 2018, 2020, 2021 et 2022.
- Finaliste de la Coupe de Lituanie : 2008, 2009, 2016, 2019

URSS
- Champion d'URSS : (3) 1951, 1985, 1986, 1987
- Vainqueur de la Coupe d'URSS : (1) 1953

## Entraîneurs successifs
- depuis avril 2022 :  Kazys Maksvytis (en)

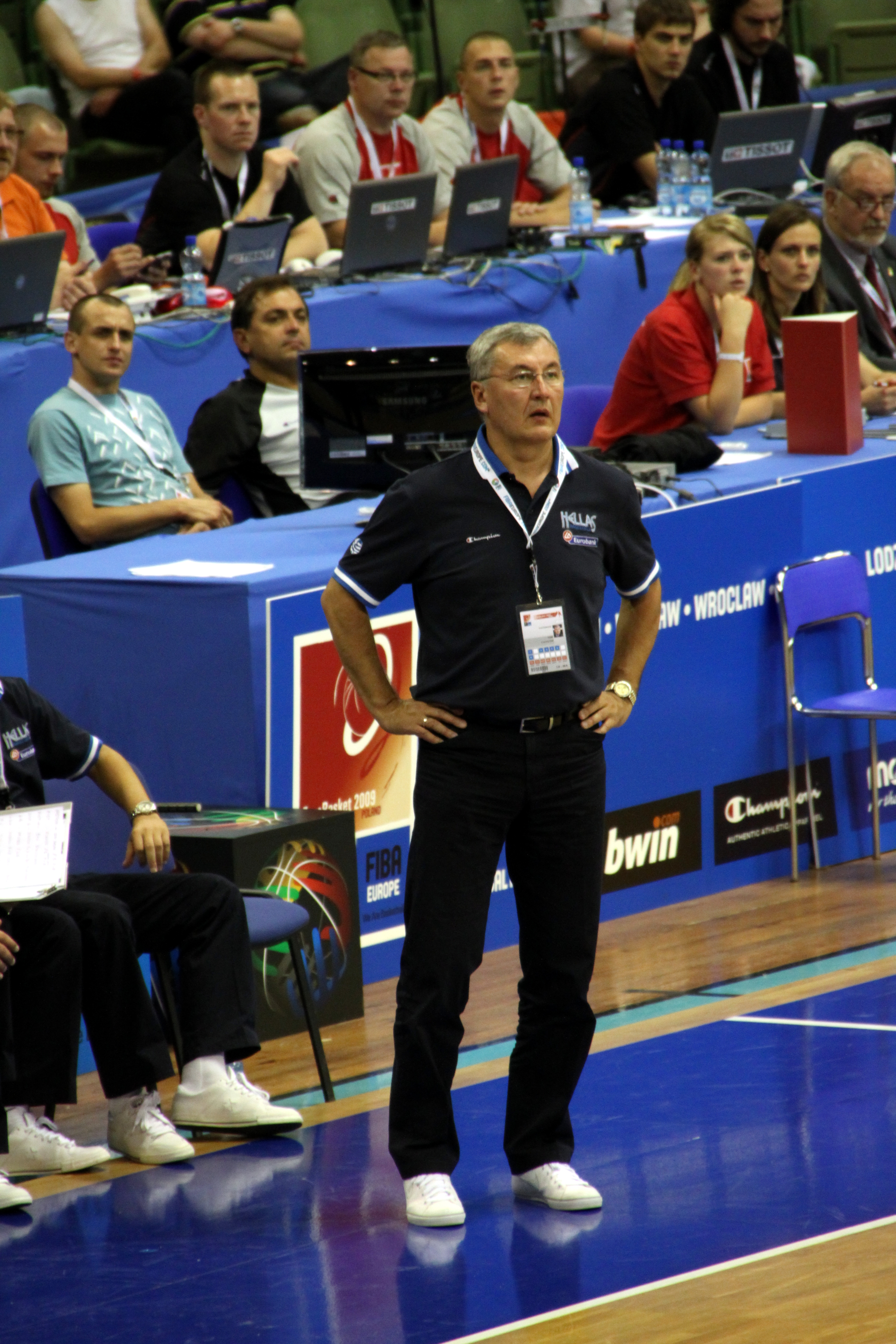
Jonas Kazlauskas en septembre 2009

- octobre 2021-avril 2022 :  Jurij Zdovc
- juillet 2020-octobre 2021 :  Martin Schiller
- janvier 2016-juillet 2020 :  Šarūnas Jasikevičius
- avril 2014-janvier 2016 :  Gintaras Krapikas
- octobre 2013-avril 2014 :  Saulius Štombergas
- juillet-octobre 2013 :  Ilías Zoúros
- juin 2012-juin 2013 :  Joan Plaza
- novembre 2011-juin 2012 :  Aleksandar Trifunović (en)
- octobre 2011 :  Vitoldas Masalskis
- janvier-octobre 2011 :  Ilías Zoúros
- décembre 2010-janvier 2011 :  Rimantas Grigas
- juin à décembre 2010 :  Aco Petrović (en)
- février-mai 2010 :  Darius Maskoliūnas
- décembre 2009-février 2010 :  Ramūnas Butautas
- octobre 2008-décembre 2009 :  Gintaras Krapikas
- décembre 2006-octobre 2008 :  Rimantas Grigas (en)
- mars-décembre 2006 :  Ainars Bagatskis
- 2002-mars 2006 :  Antanas Sireika
- 2000-2002 :  Algirdas Brazys
- 1994-2000 :  Jonas Kazlauskas
- 1993-1994 :  Jaak Salumets
- 1992-1993 :  Henrikas Giedraitis
- 1991-1992 :  Modestas Paulauskas
- 1990-1991 :  Raimundas Sargūnas
- 1989-1990 :  Henrikas Giedraitis
- 1979-1989 :  Vladas Garastas
- 1978-1979 :  Algimantas Rakauskas
- 1975-1978 :  Stepas Butautas
- 1962-1975 :  Vytautas Bimba
- 1959-1962 :  Kazimieras Petkevičius
- 1957-1958 :  Valerijus Griešnovas
- 1953-1956 :  Vincas Sercevičius
- 1952 :  Vytautas Kulakauskas
- 1952 :  Vincas Sercevičius (en)
- 1950 :  Valerijus Griešnovas
- 1949 :  Janis Grinbergas
- 1947-1948 :  Mykolas Ziminskas
- 1946 :  Vytautas Kulakauskas
- 1944-1946 :  Mykolas Ziminskas

## Joueurs célèbres ou marquants
- Vytautas Kulakauskas (5 saisons : 1944-1949)
- Stepas Butautas (12 saisons : 1944-1956)
- Justinas Lagunavičius (9 saisons : 1945-1954)
- Vincas Sercevičius (en) (7 saisons : 1944-1945, 1946-1951)
- Kazimieras Petkevičius (12 saisons : 1947-1954, 1958-1963)
- Stanislovas Stonkus (8 saisons : 1950-1958)
- Arūnas Lauritėnas (10 saisons : 1952-1962)
- Henrikas Giedraitis (15 saisons : 1957-1972)
- Romualdas Venzbergas (13 saisons : 1962-1975)
- Modestas Paulauskas (14 saisons : 1962-1976)
- Algirdas Linkevičius (en) (14 saisons : 1968-1982)
- Vitoldas Masalskis (13 saisons : 1972-1985)
- Sergėjus Jovaiša (17 saisons : 1972-1989)
- Valdemaras Chomičius (11 saisons : 1978-1989)
- Raimundas Čivilis (en) (11 saisons : 1977-1988)
- Arvydas Sabonis (11 saisons : 1981-1989, 2001-2002, 2003-2005)
- Algirdas Brazys (13 saisons : 1982-1991, 1992-1995)
- Rimas Kurtinaitis (7,5 saisons : 1983-1989, 1992, 1995-1996)
- Gintaras Krapikas (9 saisons : 1981-1990)
- Gvidonas Markevičius (4 saisons : 1986-1990)
- Romanas Brazdauskis (4 saisons : 1987-1990, 1993-1994)
- Arūnas Visockas (9 saisons : 1985-1990, 1992-1996)
- Gintaras Einikis (8 saisons : 1987-1995, 2002-2003)
- Darius Lukminas (7 saisons : 1989-1996)
- Darius Dimavičius (2 saisons : 1989-1991)
- Saulius Štombergas (5 saisons : 1991-1993, 1997-1999, 2002-2003)
- Darius Maskoliūnas (7 saisons : 1992-1999)
- Tomas Masiulis (7 saisons : 1995-2002, 2008)
- Darius Sirtautas (en) (3 saisons : 1995-1998)
- Dainius Adomaitis (3 saisons : 1996-1999)
- Eurelijus Žukauskas (5 saisons : 1997-2000, 2007-2009)
- Virginijus Praškevičius (1 saison : 1997-1998)
- Mindaugas Žukauskas (3 saisons : 1997-2000)
- Giedrius Gustas (5 saisons : 1998-1999, 2000-2004)
- Donatas Slanina (3 saisons : 1999-2002)
- Andrius Jurkūnas (1 saison : 2000-2001)
- Mindaugas Timinskas (4 saisons : 1999-2000, 2002-2005)
- Dainius Šalenga (9 saisons : 2000-2005, 2007-2012)
- Tadas Klimavičius (6,5 saisons : 2002-2003, 2008-2014)
- Paulius Jankūnas (18 saisons : 2003-2009, 2010-2022)
- Darjuš Lavrinovič (4 saisons : 2003-2006, 2012-2013)
- Martynas Andriuškevičius (1 saison : 2004-2005)
- Jonas Mačiulis (4 saisons : 2005-2009)
- Mantas Kalnietis (6,5 saisons : 2006-2012, depuis 2015)
- Donatas Motiejūnas (1 saison : 2007-2008)
- Šarūnas Vasiliauskas (1 saison : 2007-2008)
- Martynas Pocius (3 saisons : 2009-2011, 2013-2014, depuis 2015)
- Tomas Delininkaitis (2 saisons : 2010–2012)
- Robertas Javtokas (4 saisons : depuis 2011)
- Kšyštof Lavrinovič (1,5 saisons : 2012-2014)
- Rimantas Kaukėnas (1 saison : 2012-2013)
- Mindaugas Kuzminskas (3 saisons : 2010-2013)
- Šarūnas Jasikevičius (1 saison : 2013-2014)
- Darius Songaila (1 saison : 2014-2015)
- Artūras Gudaitis (2 saisons : 2013-2015)
- Artūras Milaknis (5,5 saisons : 2007-2008, 2008-2011, 2013-2015)
- Renaldas Seibutis (2015-2017)
- Ennis Whatley (1 saison : 1997-1998)
- Anthony Bowie (1 saison : 1998-1999)
- Tyus Edney (1 saison : 1998-1999)
- Steve Woodberry (2 saisons : 2000-2002)
- Ed Cota (2,5 saisons : 2002-2004, 2005-2006)
- Tanoka Beard (5 saisons : 2003-2008)
- Robert Pack (1 saison : 2004-2005)
- Kenny Anderson (1 saison : 2005-2006)
- Reggie Freeman (1 saison : 2005-2006)
- DeJuan Collins (4 saisons : 2006-2008; 2010-2012)
- Loren Woods (1,5 saisons : 2007, 2008-2009)
- Marcus Brown (3 saisons : 2007-2008, 2009-2011)
- Travis Watson (2 saisons : 2009-2011)
- Ty Lawson (0,5 saison : 2011)
- Trent Plaisted : (1 saison : 2011)
- Sonny Weems (1 saison : 2011-2012)
- Tremmell Darden (1 saison : 2012-2013)
- Oliver Lafayette (1 saison : 2012-2013)
- Justin Dentmon (1 saison : 2013-2014)
- James Anderson (1 saison : 2014-2015)
- Franjo Arapović (2 saisons : 1996-1998)
- Veljko Mršić (1 saison : 1996-1997)
- Ivan Grgat (1 saison : 1999-2000)
- Marko Popović (4 saisons : 2006-2008, 2011-2013)
- Damir Markota (1 saison : 2007-2008)
- Miroslav Berić (1 saison : 2003-2004)
- Boban Marjanović (0,5 saison : 2011)
- Milovan Raković (1 saison : 2011-2012)
- Goran Jurak (1 saison : 2007-2008)
- Mirza Begić (1,5 saisons : 2009-2011)
- Gert Kullamäe (1 saison : 1993-1994)
- Torgeir Bryn (1 saison : 1995-1996)
- George Zidek (2 saisons : 1998-2000)
- Grigorij Khizhnyak (2 saisons : 2000-2002)
- Sherman Hamilton (1 saison : 2001-2002)
- Kornél Dávid (1 saison : 2002-2003)
- Ainārs Bagatskis (en) (2 saisons : 2003-2005)
- Larry Ayuso (1 saison : 2005-2006)
- Marcelo Machado (1 saison : 2006-2007)
- Hanno Möttölä (1 saison : 2006-2007)
- Kirk Penney (1 saison : 2006-2007)
- Mamadou N'Diaye (1 saison : 2007-2008)